# Ibrahim Czulikow

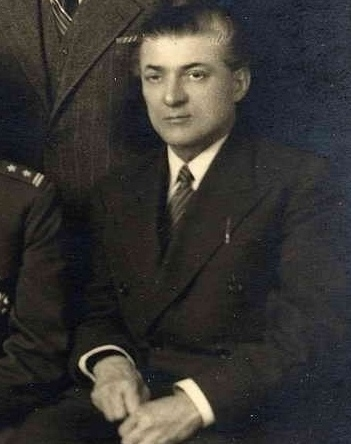
Ibrahim Czulikow

Ibrahim Czulikow, Ibrahim Czulik, ros. Ибрагим Чуликов (data śmierci nieznana, zm. po 1944 r.) – północnokaukaski działacz polityczny i bojownik, emigracyjny działacz antysowiecki, propagandysta w służbie niemieckiej podczas II wojny światowej.
Był właścicielem ziemskim w Czeczenii. W marcu 1917 r. był jednym z twórców Republiki Górskiej Północnego Kaukazu. Na pocz. 1918 r. stanął na czele Czeczeńskiej Rady Narodowej z siedzibą we wsi Staryje Atagi, przekształconej we wrześniu 1919 r. w Komitet Oczyszczenia Czeczenii z Bolszewików. Po zajęciu terytorium Republiki Górskiej Północnego Kaukazu przez wojska białych I. Czulikow poparł gen. Antona I. Denikina. Z jego inicjatywy utworzone zostały w Czeczenii formacje pospolitego ruszenia, liczące ok. 2 tys. ludzi, zwalczające wojska bolszewickie. W listopadzie I. Czulikow został cywilnym pełnomocnikiem "denikinowskiego" zarządcy Czeczenii gen. Alijewa, a następnie gen. Paszkowskiego. Kiedy północny Kaukaz opanowali bolszewicy, zorganizował oddziały partyzanckie, które wzięły udział w nieudanym powstaniu antybolszewickim. Po upadku powstania na pocz. lat 20. I. Czulikow wyemigrował do Polski. Był członkiem warszawskiego Klubu "Prometeusz". Na emigracji prowadził antysowiecką działalność. Po ataku wojsk niemieckich na ZSRR 22 czerwca 1941 r., podjął współpracę z Niemcami. Pracował w zarządzie propagandy Winieta. Jego nazwisko widniało pod manifestem Komitetu Wyzwolenia Narodów Rosji z listopada 1944 r.